# Castro County
Das Castro County ist ein County im Bundesstaat Texas der Vereinigten Staaten. Das U.S. Census Bureau hat bei der Volkszählung 2020 eine Einwohnerzahl von 7.371 ermittelt. Der Sitz der County-Verwaltung (County Seat) befindet sich in Dimmitt.

## Geographie
Das County liegt nordwestlich des geographischen Zentrums von Texas im sogenannten Texas Panhandle, etwa 50 km östlich von New Mexico und hat eine Fläche von 2329 Quadratkilometern, wovon 3 Quadratkilometer Wasserfläche sind. Es grenzt im Uhrzeigersinn an folgende Countys: Deaf Smith County, Randall County, Swisher County, Hale County, Lamb County und Parmer County.

## Geschichte
Castro County wurde am 21. August 1876 aus Teilen des Bexar County gebildet und die Verwaltungsorganisation im Jahr 1891 abgeschlossen. Benannt wurde es nach Henri Castro (1786–1865), einem Konsul der Republik Texas in Frankreich, der in den 1840er Jahren mehrere Siedlungen französischer Migranten in Texas gründete.

## Demografische Daten

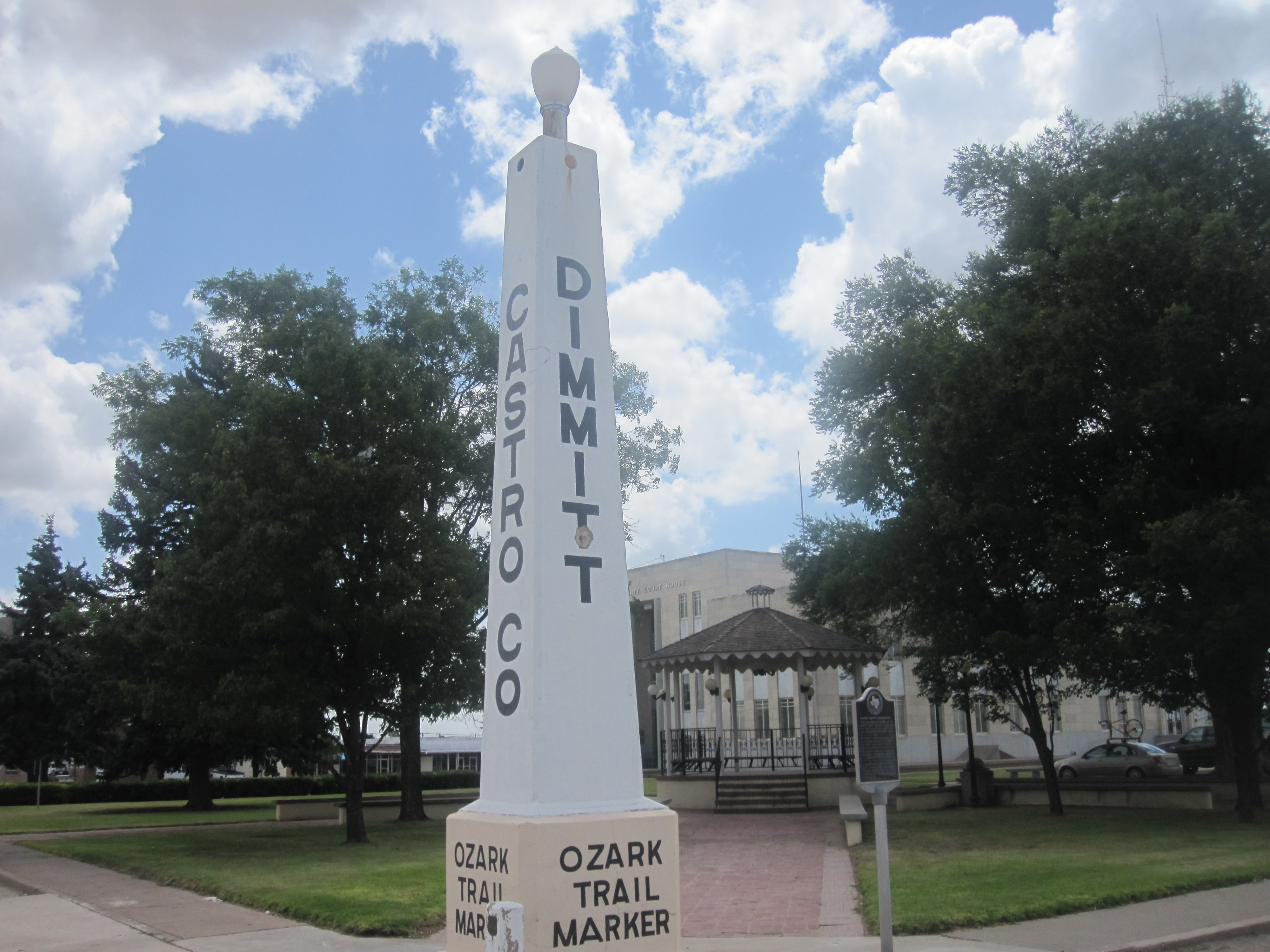
Ozark Trail Marker

Nach der Volkszählung im Jahr 2000 lebten im Castro County 8.285 Menschen. Davon wohnten 65 Personen in Sammelunterkünften, die anderen Einwohner lebten in 2.761 Haushalten und 2.159 Familien. Die Bevölkerungsdichte betrug 4 Einwohner pro Quadratkilometer. Ethnisch betrachtet setzte sich die Bevölkerung zusammen aus 75,4 Prozent Weißen, 2,3 Prozent Afroamerikanern, 1,2 Prozent Indianern und 19,2 Prozent aus anderen ethnischen Gruppen; 2,1 Prozent stammten von zwei oder mehr ethnischen Gruppen ab. 51,7 Prozent der Einwohner waren spanischer oder lateinamerikanischer Abstammung.
Von den 2.761 Haushalten hatten 40,9 Prozent Kinder oder Jugendliche, die mit ihnen zusammen lebten. 65,1 Prozent waren verheiratete, zusammenlebende Paare, 8,7 Prozent waren allein erziehende Mütter und 21,8 Prozent waren keine Familien. 20,5 Prozent waren Singlehaushalte und in 10,2 Prozent lebten Menschen im Alter von 65 Jahren oder darüber. Die durchschnittliche Haushaltsgröße betrug 2,98 und die durchschnittliche Familiengröße betrug 3,45 Personen.
33,1 Prozent der Bevölkerung war unter 18 Jahre alt, 9,0 Prozent zwischen 18 und 24, 24,3 Prozent zwischen 25 und 44, 20,9 Prozent zwischen 45 und 64 und 12,7 Prozent waren 65 Jahre alt oder älter. Das Medianalter betrug 32 Jahre. Auf 100 weibliche Personen kamen 100,5 männliche Personen und auf 100 Frauen im Alter ab 18 Jahren kamen 98,2 Männer.
Das jährliche Durchschnittseinkommen eines Haushalts betrug 30.619 USD, das Durchschnittseinkommen einer Familie betrug 35.422 USD. Männer hatten ein Durchschnittseinkommen von 25.379 USD, Frauen 20.433 USD. Das Prokopfeinkommen betrug 14.457 USD. 15,7 Prozent der Familien und 19,0 Prozent der Einwohner lebten unterhalb der Armutsgrenze.

## Orte im County
| - Arney - Dimmitt - Flagg | - Hart - Hilburn | - Nazareth - Roy | - Summerfield - Sunnyside |